# Saxe historique
Pour les articles homonymes, voir Saxe.
 (avril 2022).
Si vous disposez d'ouvrages ou d'articles de référence ou si vous connaissez des sites web de qualité traitant du thème abordé ici, merci de compléter l'article en donnant les références utiles à sa vérifiabilité et en les liant à la section « Notes et références ».

Drapeau de l'électorat de Saxe.

La Saxe (en allemand : Sachsen) est une région historique d'Allemagne qui correspond au Land de Saxe et à la région du cours moyen de l’Elbe centrée sur l'ancienne marche de Misnie. Ces territoires furent réunis sous l'autorité de la maison de Wettin au XVe siècle. Les souverains de Saxe portèrent le titre de prince-électeur à partir du XIVe siècle, puis de roi de Saxe. 
C'est en cela que la Saxe historique se distingue de la « Saxe primitive », l'ancien territoire des Saxons situé entre l’Elbe et le Rhin, où après la guerre des Saxons sous le règne de Charlemagne est né le duché de Saxe correspondant pour l'essentiel au Land actuel de Basse-Saxe (Niedersachsen). 
Il faut distinguer à leur tour les duchés saxons (duchés ernestins) créés à partir de 1547, qui font partie de la Thuringe historique.

## Saxe historique
À la suite de la conquête de la Saxe primitive et l'incorporation dans l'Empire carolingien, elle fut administrée par des représentants de la dynastie carolingienne, dont Wala († 836), un cousin de Charlemagne. Les trois régions d'Angrie (avec le territoire des Nordalbingiens), de Westphalie et d'Ostphalie furent érigées en duché de Saxe sous le règne du roi Louis le Germanique sur la Francie orientale après la conclusion du traité de Verdun en 843. La naissance du duché ethnique était associée à l'ascension de la dynastie des Ottoniens (Ludolphides), les descendants du comte Liudolf († 866), souverains futurs du Saint-Empire. 
L'empereur Otton Ier nomma Hermann de la famille Billung son suppléant en tant que duc de Saxe. Après l'extinction des Billung en 1106, le duché passa aux mains de Lothaire de Supplinbourg, puis à la dynastie des Welf (maison de Brunswick).

### Duché ascanien

Le duché d'Albert de Saxe (en vert) vers l'an 1235.

À la suite de la trahison du duc Henri le Lion, l'empereur Frédéric Barberousse dépeça le duché de Saxe en 1180: la partie ouest fut accordée en tant que duché de Westphalie aux archevêques de Cologne, et la partie orientale fut concédée en fief au comte Bernard de Ballenstedt, fils du margrave Albert Ier de Brandebourg issu de la Maison d'Ascanie. Cette partie orientale garda seule le nom de Saxe, mais elle ne contenait plus que les régions de Lauenburg et de Wittemberg sur l'Elbe, et Wittemberg est géographiquement éloigné de la Saxe primitive. À la mort de Bernard en 1212, ce deuxième duché de Saxe, réduit, fut partagé une fois de plus : le fils cadet, Albert, héritait du titre de duc avec les domaines autour de Wittemberg et Aken, tandis que la principauté d'Anhalt se developpa à partir de l'héritage de son frère aîné Henri. C'est au cours de ces processus que le nom de « Saxe » évolua dans le sens vers l'amont de l'Elbe en direction sud-est.
En 1296, la partie ducale de Saxe fut scindée en deux : 
- le duché de Saxe-Lauenbourg et
- le duché de Saxe-Wittemberg.

Par la Bulle d’or, promulgué par l’empereur Charles IV en 1356, les Ascaniens de Wittemberg étaient promus au rang de prince-électeur.

### Électorat

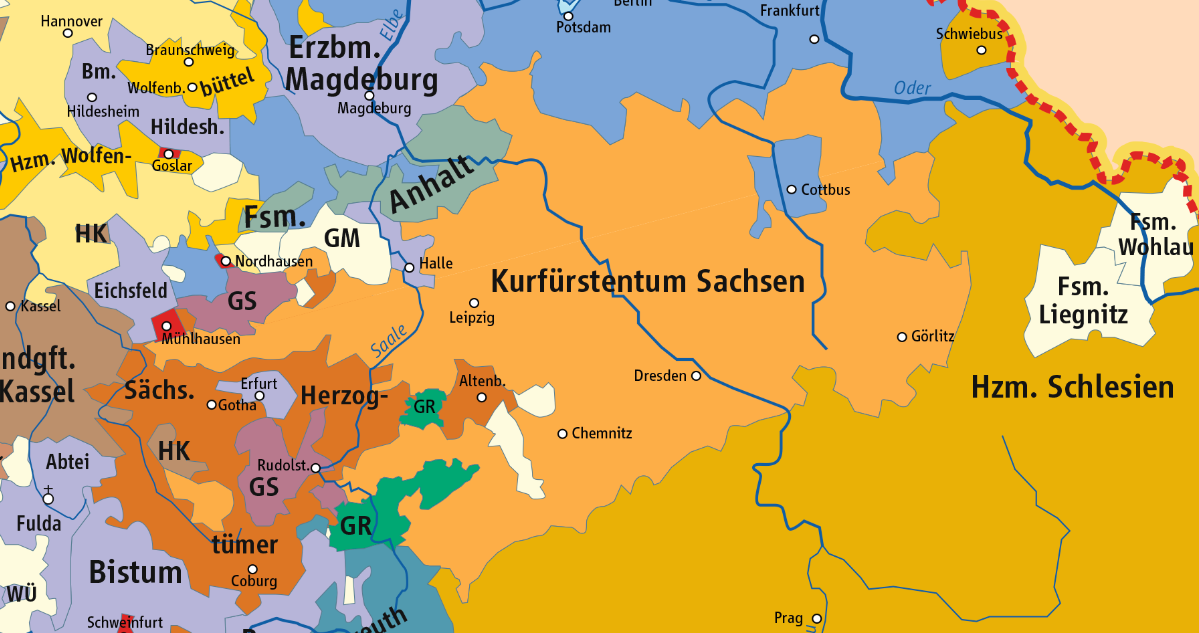
L'électorat de Saxe (Kurfürstentum Sachsen) au moment de la paix de Westphalie en 1648.

À la mort d'Albert III en 1422, la lignée des Ascaniens à Wittemberg s'éteignit et un conflit éclata en raison de la succession entre le duc Éric V de Saxe-Lauenbourg et le margrave Frédéric IV de Misnie issu de la maison de Wettin. L'année suivante, Sigismond de Luxembourg, roi des Romains, accorda l'électorat de Saxe aux Wettin de Misnie, malgré les protestations des ducs de Lauenbourg. Par la fusion avec la Misnie, la Saxe s'étendait une fois de plus vers le sud-est.
Ce troisième duché de Saxe des Wettin, dit aussi duché électoral par opposition aux autres duchés saxons, fut partagé entre les branches ernestine et albertine de cette maison, une partie (le duché de Saxe proprement dit) conserva la dignité électorale et constitua l'origine du royaume de Saxe, l'autre partie, au cours d'héritages successifs, fut divisée en de multiples duchés saxons.

### Royaume puis État libre de Saxe
Napoléon Ier érigea en royaume le duché de Saxe dans le cadre de son alliance avec le duc Frédéric-Auguste III (futur Frédéric-Auguste Ier). En 1815, une grande partie du territoire du royaume fut donné à la Prusse pour constituer la Saxe prussienne. Le royaume de Saxe ainsi diminué subsista jusqu'à la chute de l'Empire allemand en 1918. La monarchie s'effondra pour laisser la place à un État libre de Saxe qui fut intégrée au Troisième Reich hitlérien puis à la République démocratique allemande jusqu'à la réunification de l'Allemagne en 1990.

## Saxe administrative
Dans la division du Saint-Empire romain germanique en cercles impériaux, la Saxe recouvrait :
- le Cercle de Basse-Saxe, créé en 1500
- le Cercle de Haute-Saxe, créé en 1512

## Saxe actuelle
Dans la division actuelle de la République fédérale d'Allemagne en länder, la Saxe historique recouvre :
- le land de Saxe, correspondant au royaume de Saxe
- le land de Saxe-Anhalt, correspondant à la Saxe prussienne et au Anhalt
- le land de Basse-Saxe, comprenant le royaume de Hanovre, le grand-duché d'Oldenbourg, le duché de Brunswick et la principauté de Schaumbourg-Lippe
- le land de Thuringe, correspondant aux duchés saxons
- l'extrême nord du land de Bavière, correspondant à une partie du duché de Saxe-Cobourg